# تهاییددی
تهاییددی (به لاتین: Thaiyiddi) یک منطقهٔ مسکونی در سری‌لانکا است که در استان شمالی (سری‌لانکا) واقع شده‌است.